# 崔孔昕
崔孔昕（？—？），字晉明，號暘谷，山東濟南府濱州人，軍籍，明朝政治人物。

## 生平
山東鄉試第十五名。嘉靖三十二年（1553年）癸丑科進士。都察院观政，授南直隶鎮江府推官，改黄州府推官，升河南光州知州，工部员外郎，出徽州府知府，萬曆二年（1574年）闰十二月官至两淮盐运使，五年十一月因不行属礼，被按臣弹劾，被降一级。萬曆七年（1579年）任河南卫辉府知府。

## 家族
曾祖崔選；祖父崔郁，巡檢；父崔敦，母尹氏。兄孔元、孔昭（生员）、孔暘、孔時（生员）、孔蒉、孔昉、弟孔曜（生员）。
同輩有崔近思。